# Mexikanische Badmintonmeisterschaft 1986
Die Mexikanische Badmintonmeisterschaft 1986 fand in Mexiko-Stadt statt. Es war die 40. Auflage der nationalen Titelkämpfe von Mexiko im Badminton.	

## Sieger und Finalisten
| Disziplin    | Gold                                            | Silber                             |
| ------------ | ----------------------------------------------- | ---------------------------------- |
| Herreneinzel | Fernando de la Torre                            | Hector Casillas                    |
| Dameneinzel  | María de la Paz Luna Félix                      | Gabriela Melgoza                   |
| Herrendoppel | Jorge Palazuelos Bernardo Monreal               | keine Daten                        |
| Damendoppel  | María de la Paz Luna Félix Norma Hernandez      | Gabriela Melgoza Silvia Barragan   |
| Mixed        | Fernando de la Torre María de la Paz Luna Félix | José Manuel Icaza Gabriela Melgoza |